# Área metropolitana de Santa Bárbara-Santa María-Goleta
El Área Metropolitana de Santa Bárbara-Santa María-Goleta y oficialmente como Área Estadística Metropolitana de Santa Bárbara-Santa María-Goleta, CA MSA tal como lo define la Oficina de Administración y Presupuesto, es un Área Estadística Metropolitana centrada en las ciudades de Santa Bárbara, Santa María y Goleta en el estado estadounidense de California. El área metropolitana tenía una población en el Censo de 2010 de 423.895 habitantes, convirtiéndola en la 119.º área metropolitana más poblada de los Estados Unidos. El área metropolitana de Santa Bárbara-Santa María-Goleta comprende solamente el Condado de Santa Bárbara y la ciudad más poblada es Santa Bárbara.

## Composición del área metropolitana

### Ciudades
Buellton |
Carpintería |
Goleta |
Guadalupe |
Lompoc |
Santa Bárbara |
Santa María |
Solvang 

### Lugares designados por el censo
Ballard |
Isla Vista |
Los Álamos |
Mission Canyon |
Mission Hills |
Montecito |
Orcutt |
Santa Ynez |
Sisquoc |
Summerland |
Toro Canyon |
Base Vandenberg de la Fuerza Aérea |
Vandenberg Village 